# Louise Bramer

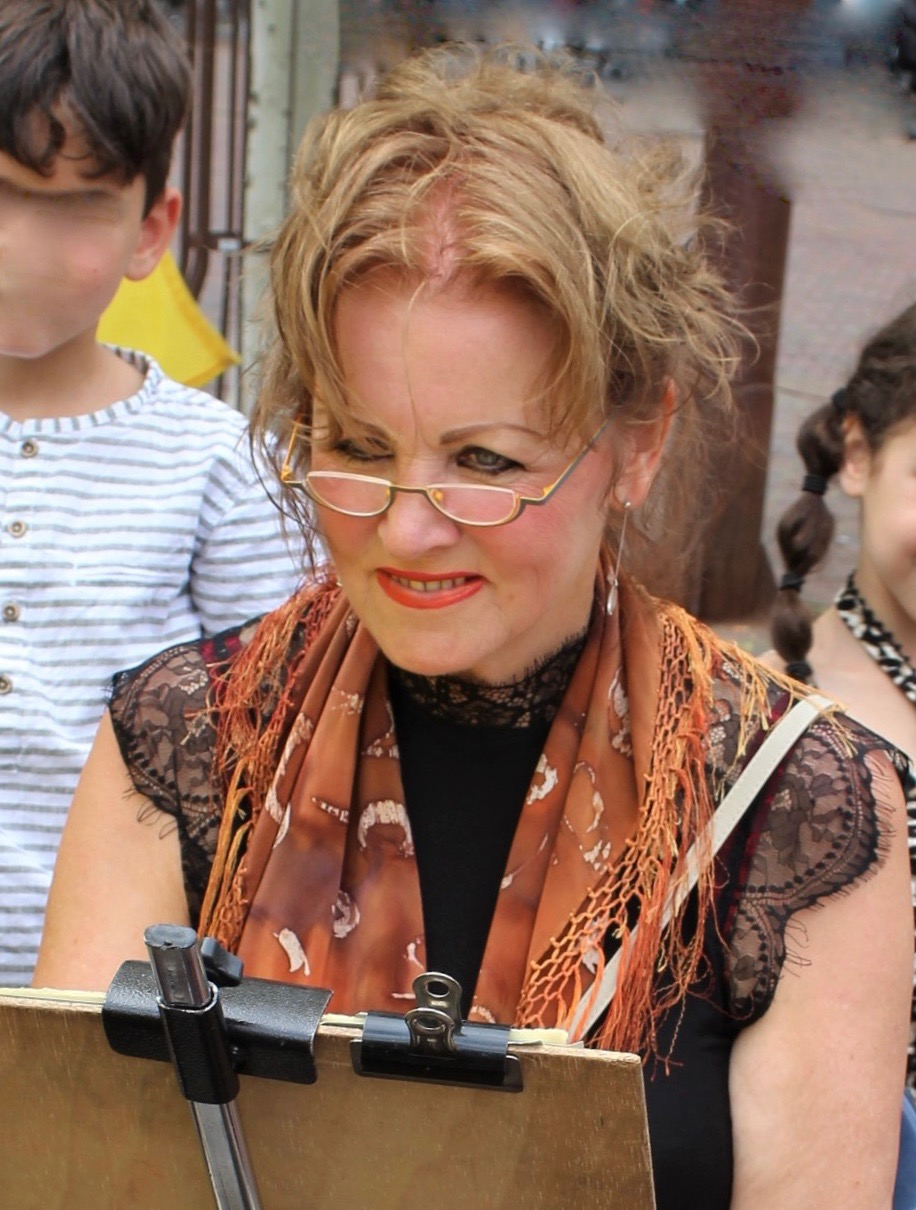

Louise Bramer (25 augustus 1951) is een Nederlandse sneltekenares en portrettist.
In 2020 is Bramer woonachtig in Vroomshoop waar ze haar eigen atelier heeft. Bramer doceert tevens Kunstzinnige Vorming. Ze is lid van En Profil, een vereniging van professionele portrettisten.
Bramer heeft, voordat zij vrij kunstenaar werd, een opleiding gevolgd aan de kunstacademie Minerva in Groningen, en een postacademische opleiding in Den Haag.